# Лазоверт, Станислав Сергеевич
Станислав Сергеевич Лазоверт (Станислас Этьен де Лазоверт, встречаются варианты написания фамилии Лазаверт, Лазовер; пол. Stanislas Etienne de Lazovert; 29 июня (11 июля) 1887, Варшава, Царство Польское — 25 августа 1976, Нёйи-сюр-Сен, О-де-Сен) — участник заговора убийства Распутина. К преступлению его привлёк Владимир Пуришкевич. Станислав Сергеевич был главным врачом санитарного поезда, организованного Пуришкевичем.

## Биография

### Ранние годы
Родился 29 июня (11 июля) 1887 года в Варшаве, Царство Польское, Российская империя.
Получил медицинское образование во Франции.
С началом Первой мировой был мобилизован, потом уехал из Франции в Россию и добровольно вступил в Русскую императорскую армию.

### Участие в убийстве Распутина
По воспоминаниям участников убийства Распутина, именно Лазоверт под видом шофёра привёз жертву во дворец князя Юсупова. Доктор должен быть добавить цианистый калий в предназначенные Распутину пирожные и после убийства констатировать его смерть. Но, как известно, отравить старца не получилось. Согласно одной версии сахар, содержащийся в пирожных, нейтрализовал действие яда. Другая версия основывается на том, что незадолго до своей смерти Лазоверт признался в письме Феликсу Юсупову, что не смог пойти против своей совести и клятвы Гиппократа, поэтому подменил цианистый калий на абсолютно безвредный порошок.

### Последующая судьба
После революции Станислав Лазоверт покинул Россию, путешествовал по Европе, США.
В 1919 году приехал в Одессу и жил там пока большевики в феврале 1920 года не установили в городе советскую власть. После этого уехал во Францию.
Одно время он жил в США, где опубликовал краткие воспоминания об убийстве Распутина. Позже перебрался в Париж.
Был награждён Орденом Почётного легиона (причина награждения неизвестна).

### Смерть
Скончался Станислав Сергеевич Лазоверт 25 августа 1976 года в Американском госпитале в Нёйи-сюр-Сен. Похоронен на кладбище Пер-Лашез в Париже.

## Память

### Киновоплощения
- 1967 — «Я убил Распутина»: Николя Фогель
- 1971 — «Николай и Александра»: Вернон Добчефф
- 1974 — «Агония»: Борис Иванов
- 1996 — «Распутин»: Джулиан Карри
- 2014 — «Григорий Р.»: Андрей Зибров